# Чукв'янська сільська громада
Чукв'янська сільська об'єднана територіальна громада — колишня об'єднана територіальна громада в Україні, в Самбірському районі Львівської області. Адміністративний центр — село Чуква.
Площа громади — 76,8 км², населення — 3245 мешканців (2021).
Утворена 11 серпня 2015 року шляхом об'єднання Блажівської та Чуквянської сільських рад Самбірського району.
Ліквідована 12 червня 2020 року шляхом включення до Ралівської громади.

## Населені пункти
До складу громади входять 7 сіл (нас. чол.).
- Чуква (1537)
- Бережниця (368)
- Млин (9)
- Блажів (862)
- Воля-Блажівська (498)
- Волянка (10)
- Звір (396)

## Керівництво
Голова ОТГ Янів Василь Васильович